# Endiandra oblonga
Endiandra oblonga är en lagerväxtart som beskrevs av Teschn.. Endiandra oblonga ingår i släktet Endiandra och familjen lagerväxter. Inga underarter finns listade i Catalogue of Life.